# Wola (Bułgaria)
Wola (bułg. Воля) – bułgarska partia polityczna, określana jako ugrupowanie nacjonalistyczne i prorosyjskie.

## Historia
Ugrupowanie powstało w 2007 pod nazwą Liberalen alians, założył ją związany z Warną przedsiębiorca Weselin Mareszki. Partia nie prowadziła aktywnej działalności, w 2013 otrzymała około 0,3% głosów w wyborach do Zgromadzenia Narodowego. W 2016 Weselin Mareszki otrzymał ponad 11% głosów w wyborach prezydenckich. Przekształcił następnie dotychczasowe ugrupowanie w partię Wola, głoszącą hasła patriotyzmu, zwalczania korupcji, poprawy stosunków z Rosją i wzmocnienia kontroli granic.
W przedterminowych wyborach w parlamentarnych w 2017 Wola otrzymała 4,2% głosów, co przełożyło się na 12 mandatów w parlamencie 44. kadencji. W wyborach w kwietniu 2021 partia współtworzyła koalicję z Narodowym Frontem Ocalenia Bułgarii, która dostała 2,4% głosów i nie przekroczyła progu wyborczego. W wyborach w lipcu tegoż roku ugrupowanie startowało ponownie w koalicji z NFSB oraz dodatkowo z WMRO-BND, która z wynikiem 3,1% głosów również nie uzyskała poselskiej reprezentacji. W kolejnych wyborach z listopada 2021 partię poparło 0,3% głosujących. W odbywających się równolegle wyborach prezydenckich jej lider dostał 0,4% głosów.